# Bleksopp
Bleksopp (Hemileccinum impolitum) är en svampart som beskrevs av Elias Fries 1838 som Boletus impolitus. Sedan 2008 placeras arten i släktet Hemileccinum.
Arten är reproducerande i Sverige.

## Källor

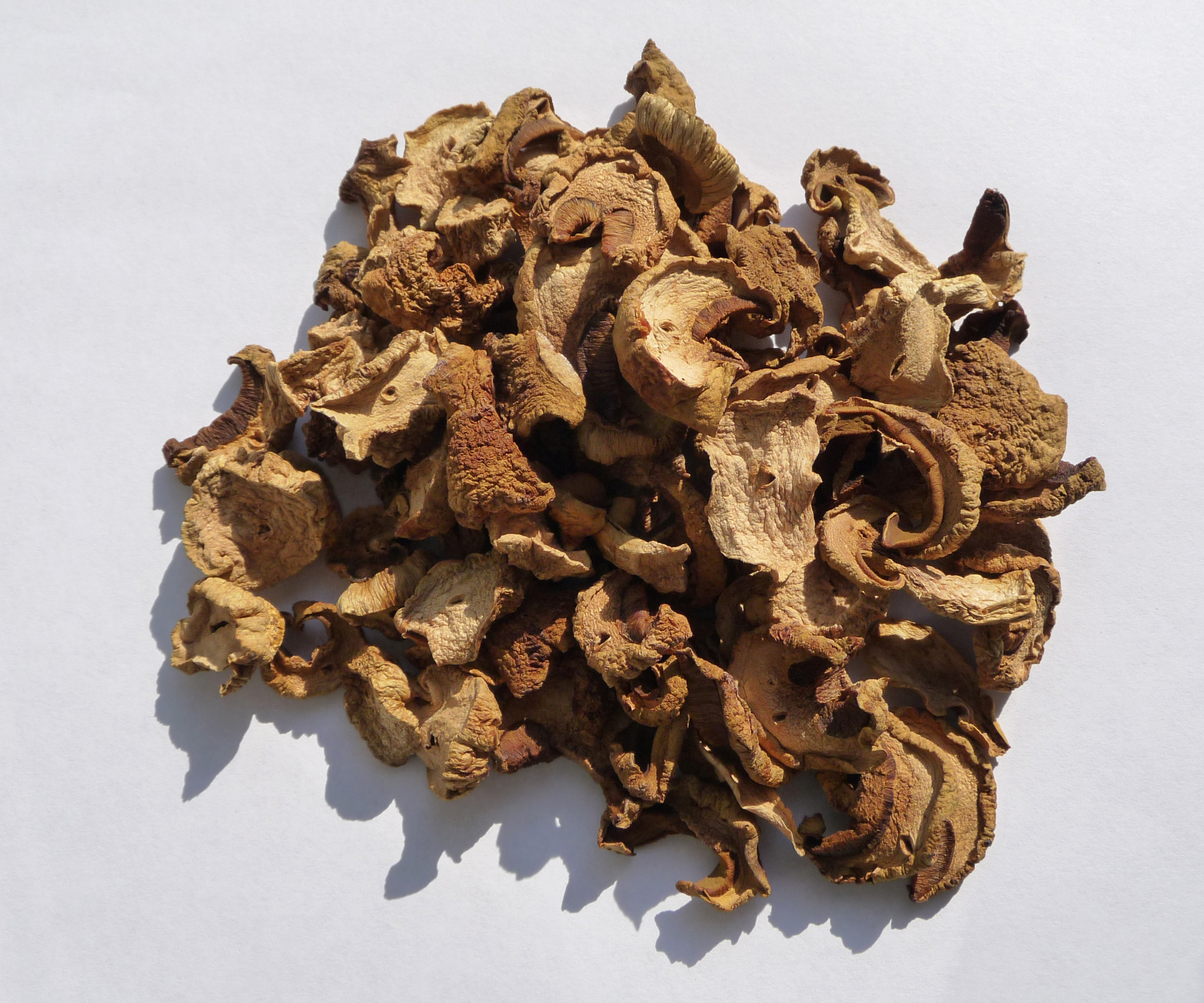
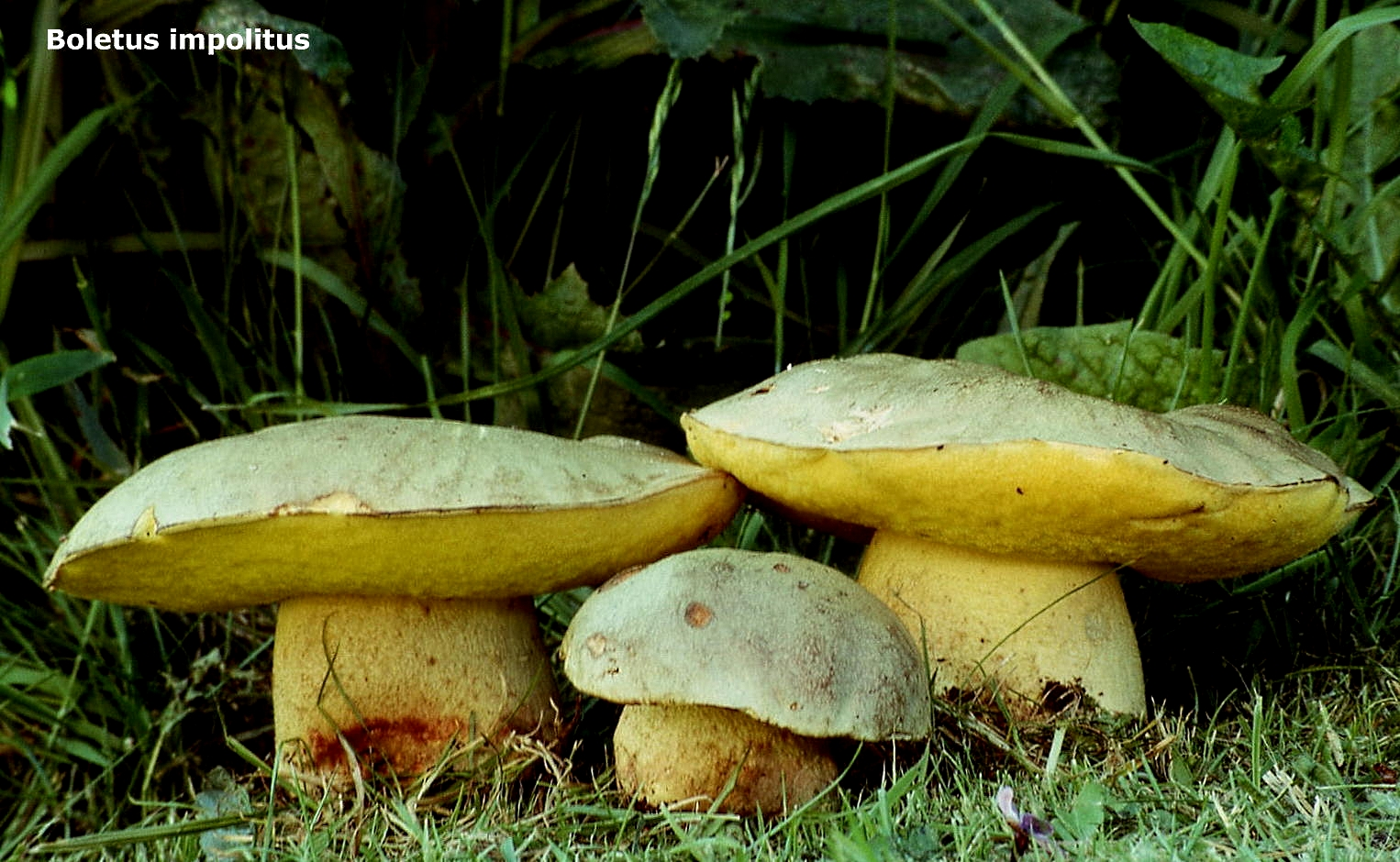
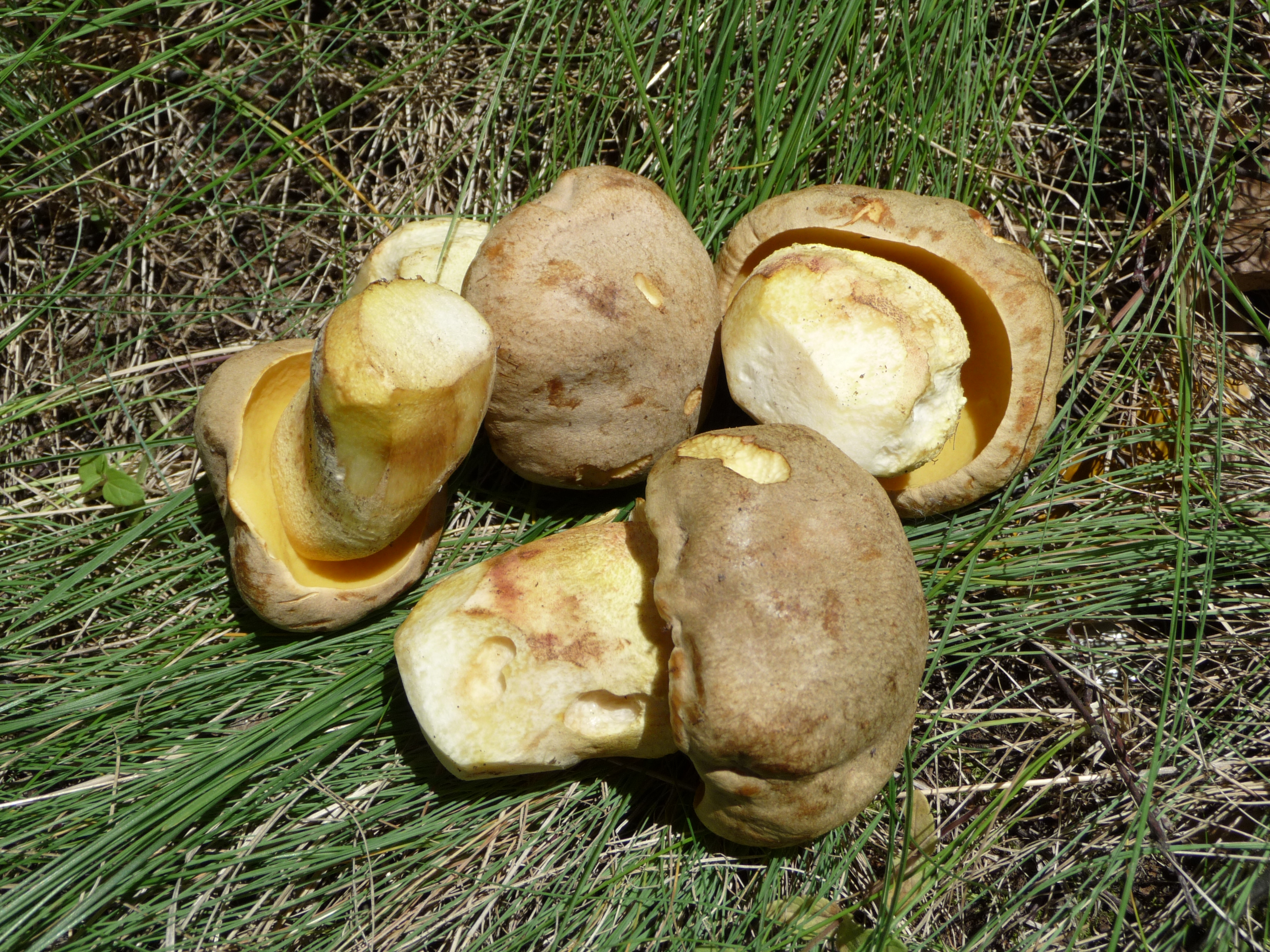
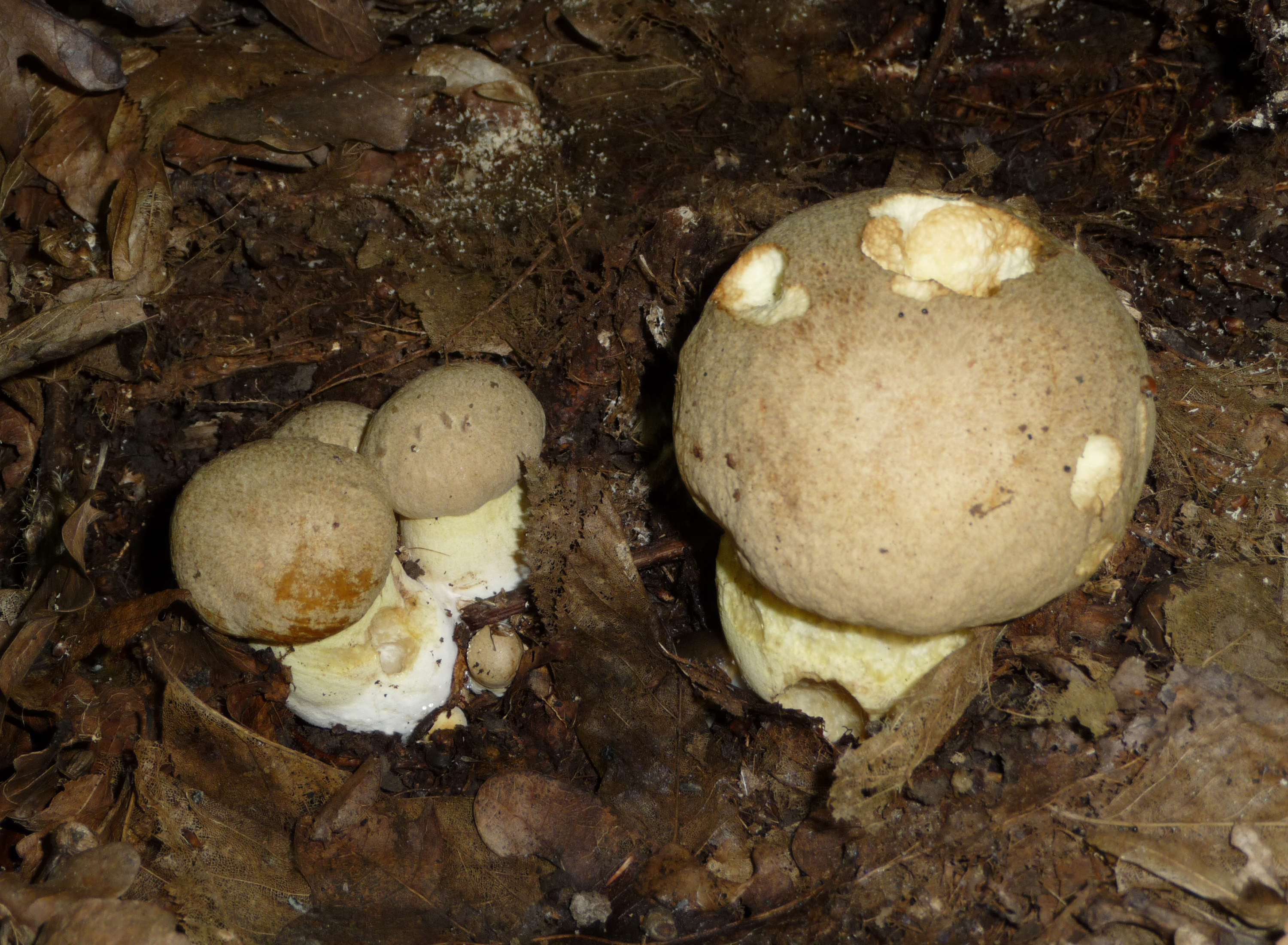
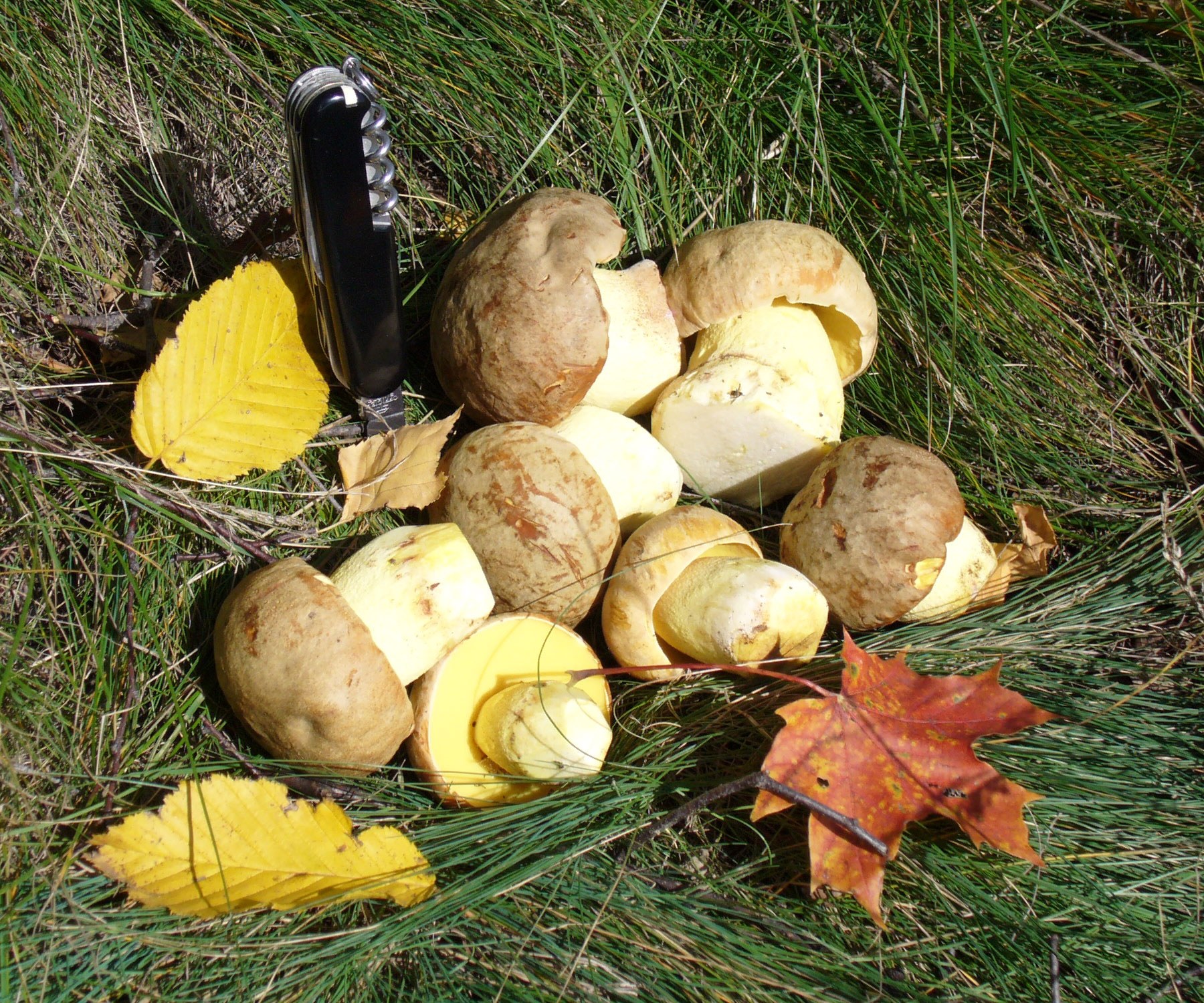